# 守岡初子
守岡 初子（もりおか はつこ、1915年6月22日 - 1995）は、日本の元競泳選手。和歌山県出身。1932年ロサンゼルスオリンピック・1936年ベルリンオリンピック日本代表。200m・400m・800m・1500m自由形、100m・200m背泳ぎの元日本記録保持者。

## 経歴
かつらぎ町立妙寺小学校卒、茨木水泳団所属。
1915年、和歌山県妙寺町に生まれる。地元が同じかつ同世代の前畑秀子や小島一枝とともに紀ノ川で泳ぎ方を覚え、妙寺小学校時代は背泳ぎで日本新記録を樹立した。
小学校卒業後は大阪に移り、茨木水泳団で訓練を積んだ。1931年からは自由形を中心に泳ぐようになり、200m・400m・800m・1500mの自由形4種目で日本新記録を相次いで更新した。1932年ロサンゼルスオリンピックの日本代表に選出され、400m自由形と400mフリーリレーに出場した。400m自由形は予選落ちだったが、400mフリーリレーでは入賞を果たした。
2度目のオリンピックとなる1936年ベルリンオリンピックでは400m自由形で日本新記録を2度更新し、準決勝に進出したが、決勝には届かなかった。400mフリーリレーでも日本新記録を更新したが、予選敗退となった。
1935年に樹立した800m自由形の日本記録は16年間、1933年に樹立した1500m自由形の日本記録は23年間破られなかった。